# برايان هاينز
برايان هاينز (بالإنجليزية: Brian Haynes)‏ هو راكب الكنو بريطاني، ولد في 16 أغسطس 1951، وتوفي في 1 نوفمبر 2011.

## وصلات خارجية
- برايان هاينز على موقع أوليمبيديا (الإنجليزية)